# Prasinohaema parkeri
Espèce
Synonymes
- Lygosoma parkeri Smith, 1937

Prasinohaema parkeri est une espèce de sauriens de la famille des Scincidae.

## Répartition
Cette espèce est endémique de Nouvelle-Guinée.

## Étymologie
Cette espèce est nommée en l'honneur d'Hampton Wildman Parker.

## Publication originale
- Smith, 1937 : A review of the genus Lygosoma (Scincidae: Reptilia) and its allies. Records of the Indian Museum, vol. 39, no 3, p. 213-234.